# Косигін Руслан Анатолійович
Русла́н Анато́лійович Коси́гін (біл. Руслан Анатольевіч Касыгін, 28 липня 1968, Ялта, УРСР) — білоруський військовик, генерал-майор Збройних сил Білорусі. Начальник Головного розвідувального управління Білорусі (2020—2023), депутат Палати представників Національних зборів Республіки Білорусь з 2024 року.